# Attentat d'Amanzimtoti

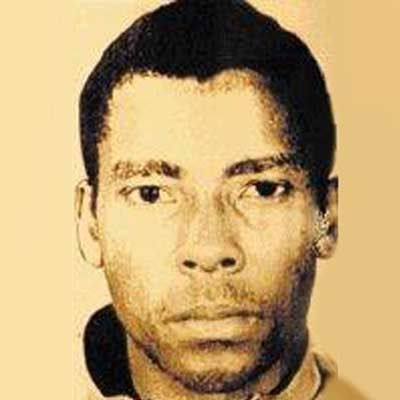
Photo d'Andrew Zondo, un des terroriste ayant participé à l'attentat d'Amanzimtoti.

L'attentat d'Amanzimtoti a eu lieu le 23 décembre 1985 à Amanzimtoti en Afrique du Sud. Cinq civils ont été tués et 40 blessés, lorsque Andrew Sibusiso Zondo a fait détoner un explosif dans une poubelle d'un centre commercial à Amanzimtoti.

## L'attentat
Le 23 décembre 1985, le centre commercial Samlan situé à Amanzimtoti fut l'objet d'un attentat à la bombe sanglant, perpétré par un jeune militant de Umkhonto we Sizwe (branche militaire de l'ANC), Andrew Zondo (19 ans). L'attentat causa la mort de 5 personnes dont 3 enfants et fit plus de 40 blessés.

## Postérité
En août 2008, au terme d'une longue polémique concernant les changements toponymiques d'une centaine d'artères dans la municipalité d'eThekwini, la ligue de jeunesse de l'ANC propose de rebaptiser Amanzimtoti du nom d'Andrew Zondo. Peu de temps avant, Kingsway Road, où vivaient encore des proches des victimes, a été rebaptisé au nom du jeune terroriste.